# 1187 Afra
1187 Afra este un asteroid din centura principală, descoperit pe 6 decembrie 1929, de Karl Reinmuth.